# Марков Петро Олексійович
Петро́ Олексі́йович Ма́рков (1902—1967) — радянський воєначальник, генерал-полковник танкових військ (16.06.1965).

## Життєпис
Народився 28 червня 1902 року в селі Хотовня Рогачовського повіту Могильовської губернії Російської імперії (нині — Рогачовський район Гомельської області Білорусі). Білорус.
У лавах РСЧА з 1923 року. У 1933 році закінчив Військову академію механізації і моторизації РСЧА. З 1935 року — на посадах викладача у військових училищах.
Учасник німецько-радянської війни з 1942 року: начальник оперативного відділу штабу 9-го танкового корпусу, начальник штабу 1-го гвардійського механізованого корпусу. Воював на Західному, Південно-Західному та 1-му Українському фронтах. 11 березня 1944 року присвоєне військове звання «генерал-майор танкових військ». З 1944 року — начальник штабу Головнокомандувача бронетанковими і механізованими військами РСЧА.
Після закінчення війни — знову на викладацькій роботі. У 1958 році закінчив Військову академію Генерального штабу. З 1958 року — заступник начальника, з 1964 року — начальник Військової академії бронетанкових військ.
Помер 3 червня 1967 року.

## Нагороди
- орден Леніна (…);
- три ордени Червоного Прапора (06.10.1943, …);
- орден Богдана Хмельницького 2-го ступеня (27.09.1944);
- орден Червоної Зірки (22.01.1943);
- медалі.

## Вшанування пам'яті
Ім'ям Петра Маркова названо одну з вулиць у рідному селі.